# Ngerchaol
Ngerchaol (auch: Garangoru-tō, Ngargol) ist eine Insel von Palau.

## Geographie
Die Insel liegt zusammen mit Uchulangas und Malakal (Ngemelachel) vor der Westspitze von Koror und zieht sich weit nach Westen, wo sie gegenüber der Nordspitze von Ngeruktabel in dem Kap Beduliaes (Kap Peduliaes, Ngerchaol Island West Cape, Paduliaes Point, Pedouriasu) endet.